# کمال تبریزی
کمال مصفای تبریزی (زادهٔ ۵ آبان ۱۳۳۸، تهران) کارگردان ایرانی است.
کمال تبریزی در طول دوران کارگردانی خود با بسیاری از بازیگران مهم سینمای ایران از جمله شهاب حسینی، پرویز پرستویی، سعید راد، رضا کیانیان، فاطمه معتمدآریا، بیتا فرهی، لیلا حاتمی، مریلا زارعی، نیکی کریمی، بابک حمیدیان، محمدرضا فروتن، محمدرضا گلزار، حامد بهداد، هانیه توسلی، پارسا پیروزفر، هنگامه قاضیانی و نازنین بیاتی همکاری داشته است.

## زندگی

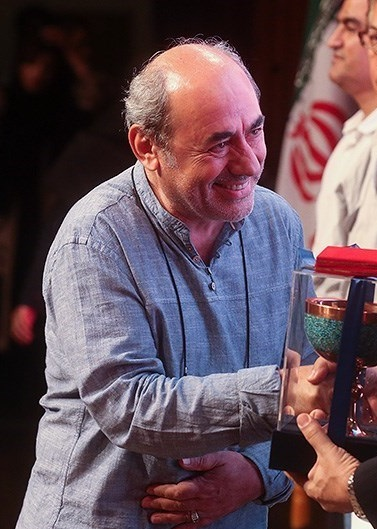
کمال تبریزی جوایز مختلفی را جشنواره‌ها دریافت کرده‌است.

تبریزی فارغ‌التحصیل رشتهٔ سینما و تلویزیون دانشگاه هنر است. او تا به حال در رشته‌های تدوین، تهیه و تولید، صحنه و لباس، فیلم‌برداری، فیلمنامه و کارگردانی فعالیت کرده‌است. او یکی از دانشجویان شرکت‌کننده در ماجرای اشغال سفارت آمریکا در ایران به عنوان عکاس و فیلمبردار است. و از فیلمسازان بعد از انقلاب است.

## فعالیت‌ها
- شروع فعالیت در سینمای آزاد تهران در سال ۱۳۵۸.
- مسئول بخش آموزش مرکز اسلامی آموزش فیلم‌سازی از سال ۱۳۵۹ تا ۱۳۶۲.
- شروع فعالیت سینمایی با فیلم توهم (سعید حاجی میری) به عنوان فیلم‌بردار در سال ۱۳۶۴ و سپس فیلم هویت ساخته ابراهیم حاتمی کیا به عنوان مشاور کارگردان.

## آثار

### سینما
| سال  | نام فیلم                    | یادداشت و زمان پخش |
| ---- | --------------------------- | --- |
| ۱۳۹۸ | داستان دست‌انداز             | اکران در جشنواره بین‌المللی فیلم شانگهای |
| ۱۳۹۷ | ما همه با هم هستیم          | نمایش در جشنواره شانگهای… اکران عمومی ۱۵ خرداد ۱۳۹۸ |
| ۱۳۹۶ | مارموز                      | نمایش در جشنواره بین‌المللی بوسان… اکران عمومی ۲۱ آذر ۱۳۹۷ |
| ۱۳۹۴ | امکان مینا                  | کاندیدای سیمرغ بلورین بهترین فیلم و بهترین کارگردانی… اکران عمومی ۱۳ مرداد ۱۳۹۵                                                                                          |
| ۱۳۹۳ | طعم شیرین خیال              | ۲۰ اسفند ۱۳۹۳ |
| ۱۳۹۲ | طبقه حساس                   | نمایش در جشنواره بین‌المللی فیلم بوسان… ۱۵ اسفند ۱۳۹۲ |
| ۱۳۸۹ | خیابان‌های آرام              | نمایش در جشنواره فجر و سپس توقیف تا کنون |
| ۱۳۸۹ | دونده زمین                  | پروژه سینمایی مشترک با ژاپن… توقیف و سپس اکران در گروه هنر و تجربه نمایش در جشنواره اوکیناوا ژاپن                                                                        |
| ۱۳۸۷ | از رئیس‌جمهور پاداش نگیرید   | نمایش در جشنواره بوسان… توقیف و سپس در سال ۱۳۹۴ اکران شد |
| ۱۳۸۶ | همیشه پای یک زن در میان است | سیمرغ بلورین بهترین فیلم از نگاه تماشاگران… اکران عمومی۹مرداد۱۳۸۷ |
| ۱۳۸۳ | یک تکه نان                  | سیمرغ بلورین بهترین کارگردانی جایزه ویژه هیئت داوران |
| ۱۳۸۲ | مارمولک                     | سیمرغ بلورین جایزه ویژه هیئت داوران سیمرغ بلورین بهترین فیلم از نگاه تماشاگران… اکران عمومی به مدت سه هفته و سپس توقیف! ۲ اردیبهشت ۱۳۸۳                                  |
| ۱۳۸۱ | فرش باد                     | پروژه سینمایی مشترک با ژاپن و جزو ده فیلم پرفروش سینمای ژاپن! سیمرغ بلورین جایزه ویژه هیئت داوران سیمرغ بلورین بهترین فیلم از نگاه تماشاگران… اکران عمومی در تیرماه ۱۳۸۲ |
| ۱۳۸۱ | گاهی به آسمان نگاه کن       | نامزد سیمرغ بلورین بهترین کارگردانی… اکران عمومی۲مهر۱۳۸۲ نامزد شش سیمرغ بلورین از جشنواره فیلم فجر                                                                       |
| ۱۳۷۷ | شیدا                        | اکران عمومی ۱۳۷۷ |
| ۱۳۷۶ | مهر مادری                   | فیلم منتخب انجمن نویسندگان و منتقدان۱۳۷۷ برنده جایزه بهترین فیلم از جشنواره برلین در بخش کودک و نوجوان                                                                   |
| ۱۳۷۴ | لیلی با من است              | سیمرغ بلورین بهترین فیلمنامه |
| ۱۳۷۲ | پایان کودکی (کودک قهرمان)   | منتخب نویسندگان و منتقدان ۱۳۷۳ جایزه بهترین کارگردانی از جشنواره فیلم دفاع مقدس                                                                                          |
| ۱۳۶۹ | در مسلخ عشق                 | نمایش در جشنواره فجر و سپس توقیف تا کنون |
| ۱۳۶۷ | عبور                        | نمایش در جشنواره فیلم فجر |

### تلویزیون
| سال ساخت  | نام مجموعه            | پخش از        | یاداشت و زمان پخش |
| --------- | --------------------- | ------------- | --- |
| ۱۳۹۶–۱۳۸۷ | سرزمین مادری          | شبکه ۳        | این مجموعه تلویزیونی ابتدا با نام سرزمین کهن در ۳ بهمن‌ماه سال ۱۳۹۲ پخش هفتگی خود را از شبکه ۳ آغاز کرد اما پس از پخش تنها ۴ قسمت از آن با موجی از اعتراضات در مناطق لرنشین ایران مواجه و در نهایت از جدول پخش شبکه ۳ خارج شد. ۴ سال بعد و پس از اصلاحات انجام شده مجدداً تیزر مجموعه این بار با نام جدید سرزمین مادری روی آنتن رفت ولی یک بار دیگر هم از پخش این اثر جلوگیری شد. سرانجام با گذشت نزدیک به ۹ سال مجموعه تلویزیونی سرزمین کهن با تغییر نام به سرزمین مادری در ۲۰ مهرماه سال ۱۴۰۲ و بعد از ۳۴۷۶ روز دوباره به آنتن شبکه ۳ بازگشت. |
| ۱۳۸۵–۱۳۸۴ | شهریار                | شبکه ۲        | پخش از سال ۱۳۸۶ تا سال ۱۳۸۷ |
| ۱۳۸۰      | دوران سرکشی           | شبکه تهران    | پخش در سال ۱۳۸۰ |
| ۱۳۷۹–۱۳۷۸ | قصه‌های رودخانه سیاکیا | شبکه جام جم ۲ | این مجموعه توقیف شده محصول مشترک ایران و مالزی می‌باشد، و پس از گذشت سال‌ها همچنان پخش نشده است. |
| ۱۳۷۵      | سرزمین ملائک          | شبکه ۱        | پخش در سال ۱۳۷۵ |

### شبکه نمایش خانگی
| سال ساخت  | نام مجموعه | یاداشت                                                               |
| --------- | ---------- | -------------------------------------------------------------------- |
| ۱۳۹۳      | ابله       | این اثر نخستین مجموعه ساخته شده توسط کمال تبریزی در نمایش خانگی است. |
| ۱۴۰۲      | طناز       |                                                                      |
| ۱۴۰۳–۱۴۰۲ | بی عاطفه   |                                                                      |

## جوایز

### خارجی
- پخش رسمی در جشنواره بین‌المللی فیلم شانگهای برای فیلم ما همه با هم هستیم ۲۰۱۹
- پخش رسمی جشنواره بین‌المللی فیلم بوسان ۲۰۱۸ برای فیلم مارموز ۲۰۱۸
- فیلم افتتاحیه جشنواره گردشی فیلم‌های ایرانی در استرالیا ۲۰۱۸ برای فیلم مارموز ۲۰۱۸
- برندهٔ جایزهٔ بهترین فیلم برای فیلم مارمولک از جشنوارهٔ بین‌المللی فیلم سیدنی ۲۰۰۵
- برندهٔ جایزهٔ بهترین فیلم آسیایی برای فیلم مارمولک از جشنواره بین‌المللی فیلم مونترال ۲۰۰۴
- برندهٔ جایزهٔ سی‌پی‌ای برای فیلم مهر مادری از جشنوارهٔ بین‌المللی سینمای جوان کاسل ۱۹۹۹
- نامزد جایزهٔ استاربوی برای فیلم مهر مادری از جشنوارهٔ بین‌المللی فیلم کودکان اولو ۱۹۹۹

### داخلی
- پخش رسمی در جشنواره بین‌المللی فیلم فجر برای فیلم ما همه با هم هستیم - سال ۱۳۹۷
- کاندیدای سیمرغ بلورین بهترین کارگردانی برای فیلم امکان مینا - سال ۱۳۹۴
- کاندیدای سیمرغ بلورین بهترین فیلم برای فیلم امکان مینا - سال ۱۳۹۴
- برنده سیمرغ بلورین جایزه ویژه هیئت داوران برای فیلم مارمولک
- برنده سیمرغ بلورین فیلم منتخب تماشاگران برای فیلم مارمولک در دوره ۲۲ جشنواره فیلم فجر (مسابقه سینمای ایران) - سال ۱۳۸۲
- کاندیدای سیمرغ بلورین فیلم منتخب تماشاگران برای فیلم گاهی به آسمان نگاه کن در دوره ۲۱ جشنواره فیلم فجر (مسابقه سینمای ایران) - سال ۱۳۸۱
- کاندیدای سیمرغ بلورین بهترین کارگردانی برای فیلم گاهی به آسمان نگاه کن در دوره ۲۱ جشنواره فیلم فجر (مسابقه سینمای ایران) - سال ۱۳۸۱
- کاندیدای سیمرغ بلورین بهترین اثر هنر و تجربه برای فیلم فرش باد در دوره ۲۱ جشنواره فیلم فجر (مسابقه سینمای ایران) - سال ۱۳۸۱
- برنده سیمرغ بلورین جایزه ویژه هیئت داوران برای فیلم فرش باد در دوره ۲۱ جشنواره فیلم فجر (مسابقه سینمای ایران) - سال ۱۳۸۱
- برنده سیمرغ بلورین فیلم منتخب تماشاگران برای فیلم فرش باد در دوره ۲۱ جشنواره فیلم فجر (مسابقه سینمای ایران) - سال ۱۳۸۱
- برنده سیمرغ بلورین بهترین فیلمنامه برای فیلم لیلی با من است در دوره ۱۴ جشنواره فیلم فجر (مسابقه سینمای ایران) - سال ۱۳۷۴
- کاندیدای سیمرغ بلورین بهترین فیلم اول و دوم برای فیلم عبور در دوره ۷ جشنواره فیلم فجر (فیلم‌های اول و دوم) - سال ۱۳۶۷
- برنده تندیس زرین فیلم منتخب انجمن نویسندگان و منتقدان برای فیلم فرش باد در دوره ۷ جشن خانه سینما (مسابقه) - سال ۱۳۸۲
- کاندیدای لوح زرین بهترین کارگردان سال برای فیلم فرش باد
- دوره ۴ منتخب سایت ایران آکتور (بهترین‌های سال) - سال ۱۳۸۳
- دومین فیلم سال (لیلی با من است)
- دوره ۱۱ منتخب نویسندگان و منتقدان (بهترین‌های سال) - سال ۱۳۷۵
- ششمین فیلم سال (فرش باد)
- دوره ۱۸ منتخب نویسندگان و منتقدان (بهترین‌های سال) - سال ۱۳۸۲
- هشتمین فیلم سال پایان کودکی (کودک قهرمان)
- دوره ۹ منتخب نویسندگان و منتقدان (بهترین‌های سال) - سال ۱۳۷۳
- هشتمین فیلم سال (مهر مادری)
- دوره ۱۳ منتخب نویسندگان و منتقدان (بهترین‌های سال) - سال ۱۳۷۷